# 刘光烈
刘光烈（1889年—1978年）字亚休，号炎公，化名但旭，四川仁寿人，中华民国及中华人民共和国政治人物。

## 生平
刘光烈曾在四川参加辛亥革命。中华民国时期，曾任四川省政务厅厅长，1919年上海南北和议南方代表，南充、绵阳专员。1946年，刘光烈成为制宪国民大会代表，但未报到。
民国十三年（1924年），从日本学习东密之后回到中国的释大勇，经汤铸新、胡子笏、刘亚休等居士赞助，在北京慈因寺创办“藏文学院”，请多杰觉拔格西当导师，讲解藏文及藏传佛教。
中华人民共和国成立后，任川西行署参事，中国国民党革命委员会中央团结委员。1952年被任命为四川省人民政府参事。
1978年，刘光烈逝世。